# Nødtelefon
 Der er for få eller ingen kildehenvisninger i denne artikel, hvilket er et problem. Du kan hjælpe ved at angive troværdige kilder til de påstande, som fremføres i artiklen.

En nødtelefon er monteret langs en vej. Det er først og fremmest motorveje, som forsynes med nødtelefoner. Det er en speciel slags telefon, som findes i vejkanten, og som kun er beregnet til brug i nødstilfælde eller ved behov for vejhjælp. Disse telefoner har direkte forbindelse til Vejdirektoratets Trafikinformationscenter, på nær på de store broer og tunneller, hvor opkald går til Politiet eller broens O-rum.
Ældre modeller bestod som oftest af et lille skab monteret på en stolpe, og i dette fandtes et telefonrør. Den mest udbredte udgave (som også ses på billedet) er produceret af Siemens, og består af en kasse uden telefonrør, og er i stedet forsynet med en klap til at aktivere telefonen, og en mikrofon og en højttaler monteret direkte på selve kassen. Denne model har halv duplex, taleretningen styres af modtageren af kaldet. De nyeste modeller af nødtelefoner har fuld duplex.
I Danmark var nødtelefonerne på motorveje placeret med højst to km mellemrum, parvis i hver vejside. På kantpælene var der vejvisning til nærmeste nødtelefon. I dag er de fleste nødtelefoner i Danmark nedlagt. Dette skyldes udbredelsen af mobiltelefoner. 

## Nødtelefoner i forskellige lande
I en del lande som f.eks. Tyskland og Frankrig er så godt som samtlige motorveje forsynet med nødtelefoner. I Sverige er det derimod meget unormalt. Før i tiden forekom nødtelefoner på en del motorveje frem for alt i Skåne, men disse er nu taget ned. Vägverket og larmtjänst synes ikke de behøves på svenske motorveje, på trods af at længere svenske motorveje ellers er opbygget med ligeværdig struktur som de tyske, og desuden kan have samme ulykkesrisiko. Undtagelserne udgøres af specielle steder på motorvejene som visse broer og tunneller. I øvrigt henvises til mobiltelefoner ved ulykke på svensk motorvej.